# 4727 Ravel
4727 Ravel је астероид главног астероидног појаса чија средња удаљеност од Сунца износи 2,896 астрономских јединица (АЈ).
Апсолутна магнитуда астероида је 12,8.